# Addie Horton
Addie Horton is een personage uit de soapserie Days of Our Lives. Addie was een van de originele personages toen de serie startte in 1965, maar na één jaar werd ze al uit de serie geschreven. In 1971 keerde actrice Patricia Barry terug in de rol en bleef tot 1974 toen haar personage overleed.

## Personagebeschrijving
Addie is de oudste dochter van Tom en Alice Horton en werd geboren in 1931. Ze heeft nog drie broers Tommy, Mickey en Bill en een zuster Marie. Tommy is haar tweelingbroer.
Addie trouwde in 1949 met Ben Olson en kreeg twee kinderen met hem, Steven en Julie. In 1966 ruilden Ben en Addie Salem voor Parijs en ze lieten hun tienerdochter achter bij Tom en Alice. Nadat Ben overleed in 1971 in Parijs keerde Addie terug naar Salem.
In 1972 ontdekte Addie dat Douglas Williams, de vriend van haar dochter Julie in feite Brent Douglas heette en dat hij een wees was die op 14-jarige leeftijd weggelopen was uit een weeshuis. Doug en Addie werden bevriend, maar Addie wilde meer dan vriendschap alleen. Julie besloot om te scheiden van haar echtgenoot Scott Banning. Samen met Doug maakte ze plannen om naar Portofino te gaan, maar op de avond dat ze weggingen kregen ze ruzie over het feit dat Julie haar zoon David wilde meenemen. Julie verliet Doug en toen hij langsging bij Addie vroeg zij hem ten huwelijk. Doug zei ja en de twee trouwden, hoewel Addie wist dat Doug verliefd was op Julie. Ze trouwden in Portofino.
Als huwelijkscadeau voor haar man kocht Addie Sergio's en noemde het voortaan Doug's place. Addie was stapelgek op Doug en na een tijd werd hij ook echt verliefd op haar. In 1973 werd Addie zwanger. Aan hun geluk kwam echter snel een einde toen er leukemie werd vastgesteld bij Addie. Ze viel in coma en ontwaakte op 10 januari 1974 bij de geboorte van haar dochter Hope Williams, ze vroeg aan Julie en Doug om voor Hope te zorgen als zij er niet meer was. Kort daarna herstelde Addie op miraculeuze wijze en Doug en Addie waren zielsgelukkig met Hope. Toch duurde het geluk niet lang, toen Addie aan het wandelen was met Hope in de buggy en de straat overstak kwam er een vrachtwagen aangereden. Addie gaf haar leven om dat Hope te redden en duwde de buggy aan de kant. Doug was erg aangeslagen door de dood van Addie. Hope werd nu opgevoed door haar grootouders Alice en Tom Horton.